# Max Pauly
Max Johann Friedrich Pauly, född 1 juni 1907 i Wesselburen, död 8 oktober 1946 i Hameln, var en tysk SS-Obersturmbannführer. Han var kommendant i koncentrationslägret Stutthof från september 1939 till augusti 1942. Därefter var han kommendant i koncentrationslägret Neuengamme fram till andra världskrigets slut. 
År 1939 var Pauly stabschef för SS-Wachsturmbann Eimann, en SS-enhet som bland annat mördade 1 400 psykiskt funktionshindrade personer i Fria staden Danzig. År 1946 ställdes Pauly inför rätta vid Neuengammerättegången och dömdes till döden för krigsförbrytelser. Pauly hängdes tillsammans med tio andra krigsförbrytare, däribland Anton Thumann och Alfred Trzebinski.